# Serment d'allégeance au roi des élus au Québec
Pour un article plus général, voir Serment d'allégeance.
Au Québec, de même qu'à la Chambre des communes du Canada et dans les législatures des autres provinces canadiennes, il existe un serment d'allégeance au roi des élus prononcé au moment de l'entrée en fonctions de députés nouvellement élus. 
Pour des raisons politiques ou idéologiques d'hostilité envers la monarchie canadienne, il est rejeté par certains partis politiques, ce qui a provoqué un débat constitutionnel pour rendre le serment optionnel. Une loi en ce sens est adoptée en 2022.

## Dispositions constitutionnelles qui prévoient le serment d'allégeance
Ce serment est prévu en vertu de l'article 128 de la Loi constitutionnelle de 1867.

« 128 Les membres du Sénat ou de la Chambre des Communes du Canada devront, avant d’entrer dans l’exercice de leurs fonctions, prêter et souscrire, devant le gouverneur-général ou quelque personne à ce par lui autorisée, — et pareillement, les membres du conseil législatif ou de l’assemblée législative d’une province devront, avant d’entrer dans l’exercice de leurs fonctions, prêter et souscrire, devant le lieutenant-gouverneur de la province ou quelque personne à ce par lui autorisée, — le serment d’allégeance énoncé dans la cinquième annexe de la présente loi ; et les membres du Sénat du Canada et du conseil législatif de Québec devront aussi, avant d’entrer dans l’exercice de leurs fonctions, prêter et souscrire, devant le gouverneur-général ou quelque personne à ce par lui autorisée, la déclaration des qualifications énoncée dans la même annexe. »

Le texte du serment est prévu à la cinquième annexe de la Loi constitutionnelle de 1867 : 

« Je, A.B., jure que je serai fidèle et porterai vraie allégeance à Sa Majesté la Reine Victoria.
N.B. — Le nom du Roi ou de la Reine du Royaume-Uni de la Grande-Bretagne et d’Irlande, alors régnant, devra être inséré, au besoin, en termes appropriés. »

## Hostilité de certains partis politiques à la prononciation du serment d'allégeance au roi
Le serment d'allégeance au monarque ne faisait l'objet d'aucune remise en question jusqu'à l'élection des premiers représentants du Parti québécois en 1970, ces derniers refusant de prêter serment à la reine Élisabeth II. En 1982, le gouvernement de René Lévesque ajoute au serment d'allégeance à la reine un serment au « peuple du Québec ».
Les partis politiques indépendantistes (le Parti québécois et Québec solidaire) demandent de mettre fin à la pratique du serment obligatoire d'allégeance au monarque canadien pour les élus à l'Assemblée nationale du Québec,,,,,.

## Avis d'expert quant à la constitutionnalité de l'abolition du serment
Selon le constitutionnaliste et chargé de cours en droit Frédéric Bérard, la disposition est claire et ne peut pas simplement être ignorée. Il indique qu'il existe deux thèses concurrentes au sujet de la possibilité d'abolir le serment d'allégeance au roi : 
- soit l'abolition du serment de la législature provinciale relève de la formule de modification provinciale de l'article 45 LC 1982[9] et peut donc s'effectuer par l'adoption d'une simple résolution provinciale,
- soit l'abolition concerne la charge de la Reine, celle de gouverneur général et celle de lieutenant-gouverneur de l'article 41 a) LC 1982[10], relève de la formule de modification unanime et exige donc le consentement unanime du Sénat, de la Chambre des communes et de l’assemblée législative de chaque province.

Il indique ensuite qu'à son avis, malgré son opposition personnelle à la monarchie, comme cela touche l'essence de la question monarchique, ce serait la formule de l'unanimité qui trouverait application.

## Signification du mot «roi» selon la jurisprudence
Selon le professeur de droit Patrick Taillon, il existe une jurisprudence connexe concernant un autre serment au roi dans les serments de citoyenneté. D'après cette jurisprudence, le mot « roi » réfère plus largement à l'État, ce n'est plus un serment d'allégeance personnelle envers le monarque au XXIe siècle, même si historiquement ce l'était quand le serment a été utilisé pour la première fois en Angleterre au XVIIe siècle,.

## Exclusion de députés qui refusent de prêter serment
Les trois élus du Parti québécois (PQ), Paul St-Pierre Plamondon, Pascal Bérubé et Joël Arseneau, ont refusé de prêter serment au roi Charles III à la suite de l’élection du 3 octobre 2022.
Le 1er novembre 2022, le président sortant de l'Assemblée nationale François Paradis a tranché que « la présidence n’a pas le pouvoir de dispenser un député d’une obligation constitutionnelle et elle ne peut juger recevable une motion qui permettrait de passer outre à cette obligation […] un député qui ne prête pas serment ne peut prendre place à l’Assemblée et participer aux travaux parlementaires. Il s’agit de l’opinion unanime des auteurs de la doctrine parlementaire », écrit Paradis dans sa décision. Par conséquent, il « donne l'ordre formel à la sergente d'armes de veiller à ce que la présente décision soit appliquée. Dans le cas où une personne refuserait de se plier à cette interdiction, [elle] sera légitimée de l'expulser ».

## Loi abolissant le serment
En décembre 2022, la Coalition avenir Québec dépose le projet de loi abolissant le serment d'allégeance au roi. La loi modifie unilatéralement la Loi constitutionnelle de 1867 pour déclarer que l'article 128 LC 1867 ne s'applique pas au Québec, en s’appuyant sur l’article 45 de la loi constitutionnelle de 1982 qui l’autorise à agir de la sorte.
Le projet de loi est adopté par unanimité le 9 décembre 2022. Si la loi est ensuite contestée, un tribunal pourrait apporter une réponse à la question de savoir si une province canadienne peut abolir unilatéralement son serment d'allégeance au roi.